# Glasgow Open
O Glasgow Open foi um torneio masculino de golfe no circuito europeu da PGA, que se realizou anualmente no Haggs Castle Golf Club, em Glasgow entre os anos de 1983 e 1985, sendo as duas primeiras edições ocorridas no mês de junho e a última no mês de agosto.

## Campeões
| Ano                  | Campeão         | País               | Pontuação    | Margem de vitória | Vice-campeão      | Ref          |              |
| Glasgow Open         | Glasgow Open    | Glasgow Open       | Glasgow Open | Glasgow Open      | Glasgow Open      | Glasgow Open | Glasgow Open |
| -------------------- | --------------- | ------------------ | ------------ | ----------------- | ----------------- | ------------ | ------------ |
| 1985                 | Howard Clark    | Inglaterra         | 274 (−6)     | Playoff           | Sandy Lyle        | [ 1 ]        |              |
| 1984                 | Ken Brown       | Escócia            | 266 (−14)    | 11 tacadas        | Sam Torrance      | [ 2 ]        |              |
| Glasgow Golf Classic |                 |                    |              |                   |                   |              |              |
| 1983                 | Bernhard Langer | Alemanha Ocidental | 274 (−6)     | 1 tacada          | Vicente Fernández | [ 3 ]        |              |